# Narthecura tricolor
Narthecura tricolor là một loài tò vò trong họ Ichneumonidae.